# Chrysobothris semisculpta
Chrysobothris semisculpta es una especie de escarabajo del género Chrysobothris, familia Buprestidae. Fue descrita científicamente por LeConte en 1860.